# Mamba.ru
Mamba.ru (єдина служба знайомств і спілкування «Мамба») — російська мережа сайтів знайомств, яка об'єднує низку самостійних сайтів і розділів знайомств великих порталів (наприклад, «Знайомства» на Mail.ru).

## Сервіси

### Безкоштовні
- Створення і розміщення анкети.
- Пошук за віком, статтю та місцем розташування.
- Розміщення необмеженої кількості фотографій.
- Миттєвий обмін повідомленнями між користувачами.
- Ведення «Щоденника».
- Обмежена кількість нових контактів на добу.
- Можливість відсортувати повідомлення по різних папках.
- Розміщення оголошень (в тому числі неавторизованим користувачем)
- Питання-відповіді
- Голосування за фото

### Платні
- Переміщення анкети в результатах пошуку на перше місце.
- Віртуальні подарунки.
- VIP-статус (підписка на нові анкети, фільтр вхідних повідомлень, розширений пошук та ін.).
- Підписка на платні відповіді на оголошення
- Розміщення своєї фотографії на початку черги в сервісі голосувань за фото

## Історія
- Рік заснування сервісу — 2004.
- Жовтень 2004 року — кількість активних користувачів досягла 1 млн, кількість нових реєстрацій на день — понад 7 тис. В середньому одноразово на сайті перебуває 15 тис. користувачів.
- 2005 рік — більше 30 партнерів, 4,5 млн користувачів, купівля контрольного пакета акцій компанією «Фінам». Сервіс став доступний для України, Білорусії, Литви, Латвії та Естонії, Німеччини, США, Ізраїлю і т. ін.
- У 2006 році стратегія компанії незмінна. Основне завдання — закріпити позиції на ринку за рахунок зростання аудиторії і числа партнерів. За підсумками першого півріччя 2006 року виручка «Мамби» досягла 80 млн рублів. У січні 2006 року кількість добових реєстрацій наблизилася до 38 тис. унікальних користувачів. Зростання порівняно з минулим роком склало 24 %.
- До кінця 2006 року загальна кількість анкет в базі склала 8,9 млн, з яких 3,7 млн — активні користувачі, які відвідують проект не рідше одного разу на місяць. Цілодобово в середньому 45-50 тис. осіб перебувають в режимі онлайн. Відвідуваність — 1,5 млн відвідувачів на добу.
- В період 2007—2008 років більш ніж удвічі зросла кількість сервісів; в Єдиній службі знайомств з'являються такі послуги, як Зустрічі, Щоденники, сервіс подарунків «Компліменти» та ін.
- Жовтень 2007 — загальна база анкет досягла 9 млн користувачів. У 2007 році виручка перевищила 300 мільйонів рублів, а рентабельність по EBITDA склала 44 %.
- Листопад 2008 року — аудиторія перевищила 10 млн користувачів, при цьому мобільним порталом користується близько 250 тис. чоловік в місяць. Щодня систему відвідують 2 млн осіб, в тиждень — близько 5 млн, одноразово на порталі перебуває 60 тис.
- Листопад 2009 року — загальна аудиторія становить 11,5 млн чоловік, щодня систему відвідує понад 2 млн унікальних користувачів, понад 100 тис. одноразово перебуває онлайн. Активна аудиторія — близько 7 млн чоловік.
- Липень 2011 року вносяться зміни в структуру сайту: всі реєстрації тепер необхідно підтверджувати за допомогою мобільного телефону. Завдяки цьому спочатку практично повністю зник спам, а також сповільнилося зростання чисельності користувачів системи.
- Липень 2012 року — керівництво сайту стало позбавлятися від репутації сервісу «знайомств». Зокрема, у користувачів сайту прибрали можливість вказувати в цілі знайомства секс (в тому числі комерційний). Також був прибраний розділ сексуальних уподобань і пропозицій про спонсорство. Портал Roem.ru припустив, що дії керівництва Mamba.ru пов'язані з бажанням вийти на західний ринок, а також з підключенням платіжної системи PayPal. Одразу після цього відбулося зниження кількості відвідувань сайту. Mamba.ru втратила частину аудиторії. Однак, за словами представника компанії, ця аудиторія не була дохідною для порталу.[1]
- Навесні 2013 року розділ сексуальних уподобань і можливість пошуку людей для сексу були повернуті в систему.
- 13 травня 2013 року ЗАТ «Мамба» придбала бренд Wamba — міжнародний сервіс знайомств, який вже представлений на іноземних ринках.

## Про компанію
ЗАТ «Мамба» володіє мережею «Мамба». Генеральним директором ЗАТ «Мамба» є Андрій Бронецький. Контрольний пакет ЗАТ «Мамба» належить фонду «Фінам — Інформаційні технології». У 2005 році «Мамба» була продана Фінам за 20 млн $. А в 2007 році Фінам перепродав 30 % «Мамби» компанії Mail.ru.

### Фінансові показники за 2009 рік
- Виручка склала 664 млн рублів
- Зростання доходів у порівнянні з 2008 роком — 40 %
- EBITDA — 48 %

Структура доходів:
68,5 % — SMS платежі
21,5 % — альтернативні платежі
7,5 % — доходи від реклами
Mamba.ru — першим у своєму сегменті інтернет-порталів почав монетизувати аудиторію: користувачі платять за реєстрацію, проте платять за віртуальні подарунки, високі позиції в рейтингах.
Витрати на обладнання — понад 15 млн рублів

## Партнерська програма
Партнерська програма компанії «Мамба» — готова система, яка дозволяє будь-якому інтернет-ресурсу створити власний розділ «Знайомства». Щоб стати партнером програми, сайт повинен відповідати деяким вимогам (достатня аудиторія, власний домен і т. ін.). Для настроювання сайту на домені (піддомені) має бути можливість встановлення DNS, тобто, безкоштовні домени взяти участі в партнерській програмі не можуть. Технічним обслуговуванням, цілодобовою підтримкою і модерацією сайту займається компанія «Мамба». На те, щоб заробити на «повну силу», сайту потрібно 4-5 тижнів. Учасник партнерської програми отримує додатковий сервіс для користувачів свого сайту, а також пряму монетизацію. Основний дохід формується з платежів користувачів, які зареєстровані на партнерському проекті знайомств. Партнер отримує дохід у вигляді комісії від платежів користувачів на його сайті.